# Canadá en los Juegos Olímpicos de Milán-Cortina d'Ampezzo 2026
Canadá estará representado en los Juegos Olímpicos de Milán-Cortina d'Ampezzo 2026. Responsable del equipo olímpico es el Comité Olímpico Canadiense.